# سازمان مدیریت صنعتی

## معرفی و تاریخچه
سازمان مدیریت صنعتی یک مؤسسه پژوهشی و آموزش عالی و مشاوره مدیریت در ایران است که تحت پوشش سازمان گسترش و نوسازی صنایع ایران قرار  دارد .
این مؤسسه در پی رکود اقتصادی غیرقابل پیش‌بینی دهه ۱۳۳۰ و ایجاد بحران در صنعت کشور، ابتدا تحت عنوان «مرکز راهنمایی صنایع ایران» با هدف آموزش و توسعه مدیریت در صنعت ایران تأسیس شد.
بنیان اولیه سازمان مدیریت صنعتی در اوایل دهه ۱۳۴۰ در این مرکز شکل گرفت که کوششی اولیه برای کمک به توسعه صنعتی کشور بود. این مرکز با تغییر شکل و هدف به صورت «سازمان مدیریت صنعتی» وارد عمل گردید. اعضای هیئت مدیره سازمان شامل نمایندگان سازمان برنامه و بودجه، وزارت صنایع و اتاق صنایع و بازرگانی بودند. آزمایشگاه‌های وابسته به این مرکز نیز تبدیل به سازمان ملی استاندارد فعلی شد.

سازمان در سال‌های ابتدایی فعالیت، از خدمات مشاوران خارجی و خصوصاً "UNIDO" وابسته به سازمان ملل، استفاده نمود و توانست ضمن ارائه خدمات، اقدام به انتقال تکنولوژی نیز بنماید. اما با مروری بر عملکرد این دوران، مدیران سازمان تصمیم گرفتند به جای ارائه خدمات ارشادی، مسوولیت دستاوردهای حاصل از بکارگیری روش‌های نوین مدیریتی در تحول بنگاه‌ها را بپذیرند و به این ترتیب سازمان رویکرد "ارائه خدمات حرفه ای مشاوره مدیریت" با بهره‌گیری از مشاوران و مهندسان داخلی را اتخاذ کرد و به جای مرکزی با خدمات دولتی، بنا را بر ارزش آفرینی برای کارفرمایان و دریافت سهمی از سود حاصله برای خرید خدمات حرفه‌ای قرار داد؛ بنابراین سازمان مدیریت صنعتی، از دوران حیات اولیه خود به عنوان سازمانی خودگردان و بدون بهره‌گیری از بودجه دولتی، ارزش آفرینی برای کارفرما را مبنای حیات خود قرار داد.
در اوایل دهه ۵۰، حضور مؤثر سازمان در فضاهای بین‌المللی، از جمله نقش سازمان در تشکیل سازمان بهره‌وری آسیایی "APO"، تعامل گسترده با اندیشمندان برتر جهان از جمله "پیتر دراکر"، استفاده از خدمات کارشناسان درجه اول بین‌المللی نظیر "راسل لینکلن اکاف "، در کنار تغییر ساختار و نظام‌های مدیریتی داخلی سازمان، که در نوع و در زمان خود از پیشروترین نظام‌های اجرا شده در کشور بود، سبب شد تا فعالیت‌های توسعه خدمات با سرعت بیشتری ادامه یابد و سازمان مدیریت صنعتی به بازویی توانمند برای توسعه و تحول بنگاه‌ها تبدیل شود.
سازمان مدیریت صنعتی در اواخر دهه ۴۰ شمسی فعالیت‌های آموزشی خود را با برگزاری دوره‌های مشترک پرورش مدیر با دانشگاه پنسیلوانیا - مدرسه وارتون آغاز نمود. این دوره‌ها در مقطع کارشناسی ارشد برگزار می‌شد و مدرک آن توسط دانشگاه وارتون که همواره در رتبه‌بندی دانشکده‌های مدیریت جهان حائز رتبه‌های اول تا سوم می‌باشد، صادر می‌شد. این دوره‌ها تا سال ۵۷ هشت بار توسط سازمان مدیریت صنعتی برگزار گردید.
در سالهای پس از انقلاب اسلامی و در دوران جنگ تحمیلی، سازمان مدیریت صنعتی علیرغم تغییرات محیط صنعتی کشور، این بار با حضور به عنوان بازوی کارشناسی و تحلیلی در کنار نهادهای انقلابی ازجمله بنیاد مستضعفان، جهاد سازندگی، و بنیاد جنگ زدگان، با انجام طرح های پژوهشی مرتبط و تلاش در جهت بهره برداری ازظرفیت های علمی در جهت حل مسائل کشور در دوران بحرانی، تلاش در ایفای رسالت ملی خود داشته است.
با تمام شدن جنگ تحمیلی و شروع دوران سازندگی، سازمان مدیریت صنعتی با ایفای نقش خود در اجرای پژوه های توسعه صنعتی، تبیین نیازهای مدیریت علمی کشور و تامین این نیازها با ترویج رویکردهای نوین مدیریت، آموزش حرفه ای و کاربردی مدیران و همچنین ارائه خدمات چند بعدی، پیچیده و مجموعه ای، در راه اندازی کارخانجات صنعتی کشور، نقش ملی در هموارسازی مسیر مدیریت علمی در کشور و آشناسازی مدیران اجرایی کشور با مفاهیم و روش های کاربردی بهره گیری از این دانش داشته است.
ارائه بیش از 4000 طرح مشاوره و پژوهش مدیریت در دوران سازندگی، در کنار تعریف بسیاری از طرح های ملی و فعالیت های گسترده و متنوع آموزشی، آن هم در قالب بنگاهی خودگردان و غیروابسته به بودجه دولتی، سازمان مدیریت صنعتی را سازمانی شاخص، با تاثیرگذاری گسترده ملی و منطقه ای ساخته است که بدون شک ظرفیت نهادی ارزشمندی برای پیشرفت بیش از پیش کشور در مسیر توسعه خواهد بود.
سازمان مدیریت صنعتی در اواخر دهه 60 شمسی، با تکیه بر برگزاری دوره های  پرورش مدیر، دوره کارشناسی ارشد مدیریت اجرایی را برای اولین بار در کشور طراحی و پس از اخذ مصوبه آن از شورای انقلاب فرهنگی و وزارت علوم، از سال 1373 رسما به اجرای این دوره مبادرت ورزید.  انتشارات سازمان مدیریت صنعتی در سال 1374 با هدف توسعه دانش مدیریت از طریق نشر کتب مدیریتی و علمی، تحت امتیاز سازمان مدیریت صنعتی پا به عرصه وجود گذاشت و خیلی زود جایگاه خود را پیدا نمود و در زمره ناشرین معتبر حوزه مدیریت در سطح کشور قرار گرفت، به طوری که اکثر کتب این انتشارات در سطوح مختلف آموزش های مدیریتی، مورد بهره برداری و استفاده قرار گرفت. حاصل حضور انتشارات سازمان مدیریت صنعتی طی این سال ها، تولید و انتشار بیش از 300 عنوان کتاب در زمینه های مختلف مدیریت، از جمله منابع انسانی، استراتژی، مالی، مدیریت و رهبری، تولید و عملیات، فناوری اطلاعات، کارآفرینی، مدیریت دانش بوده است.
سازمان مدیریت صنعتی، همواره در جستجوی فعالیت ها، برنامه ها و روش های نوین و موثری است که می تواند به توسعه ظرفیت مدیریت کشور کمک نماید. تاسیس خانه مدیران نیز از جمله این فعالیت هاست که در بهمن ماه 1375 صورت پذیرفته است. به طور کلی هدف خانه مدیران، توسعه و تداوم یادگیری" Life Long Learning " و توسعه پیوند و ارتباط بین مدیران ارشد سازمان ها و بنگاه های اقتصادی است.
سازمان مدیریت صنعتی از سال 1377 آغازگر طرح تعیین صد شرکت برتر ایران بوده است. در این سال با استفاده از صورت های مالی شرکت ها در سال 1377 و تنها با یک شاخص، شرکت ها رتبه بندی و 100 شرکت برتر از نظر شاخص فروش درآمد معرفی شدند. طی سال های پس از آن، هرساله تلاش بر افزودن تعداد شاخص ها و جامع تر کردن پایگاه اطلاعاتی IMI -100 بوده است.
اعطای جایزه ملی تعالی سازمانی که از سال 1382 آغاز شده است مبتنی بر ارزیابی رویکردها و نظام های مدیریتی سازمان ها و نتایج موفقیت های آنها توسط گروهی از ارزیابان خبره و بر اساس«الگوی تعالی سازمانی » است که وضعیت سازمان را در میزان دستیابی به انتظارات الگوی تعالی سازمانی مشخص می نمایند. اعطای این جایزه 1- ایجاد فضای رقابتی برای تعالی سازمان ها 2- تشویق سازمان ها برای اجرای خودارزیابی و شناخت نقاط قوت و زمینه های قابل بهبود 3- ایجاد فضایی برای تبادل تجربیات موفق را در نظر دارد.
کنفرانس توسعه منابع انسانی بعنوان مهمترین رویداد علمی این حوزه در کشور، از سال ۱۳۸۲ با هدف فرهنگ سازی برای ارتقاء جایگاه مدیریت منابع انسانی در سازمان ها و بنگاه های ایرانی و فراهم کردن زمینه ای برای شکوفایی سرمایه های انسانی، برگزار می شود.  سازمان مدیریت صنعتی از سال 1383 با همکاری دانشگاه بوردوی فرانسه به برگزاری دوره دکترای تخصصی  PhD اقدام کرد و پس از برگزاری موفقیت آمیز دو دوره دکترای تخصصی از سال 1386 دوره دکترای حرفه ای DBA را برگزار کرد و از سال 1388 با هدف پاسخگویی به نیاز روزآمد شدن دانش مدیران دانش آموخته دوره های MBA برای اولین بار در کشور دوره های Post- MBA و Post- DBA  را در گرایش های مختلف طراحی و اجرا کرده است.
امروزه سازمان مدیریت صنعتی با بیش از نیم قرن سابقه آموزشی، پژوهشی و مشاوره توانسته است، ضمن آموزش ده ها هزار نفر از مدیران کشور و کمک به افزایش مهارت فنی و علمی ایشان، فرصتی ایجاد کند تا سازمان های دولتی و غیردولتی با استفاده از ظرفیت های پژوهشی و مشاوره سازمان، سطح علمی، توانایی و مأموریت های محوله خود را ارتقا بخشند. علاوه براین سازمان مدیریت صنعتی توانسته است همواره با معرفی موضوعات و مباحث جدید و متنوع مدیریتی دنیا، گام های موثری در بهبود و توسعه مدیریت و رهبری سازمان ها بردارد.
سازمان مدیریت صنعتی به عنوان یک سازمان حرفه ای، مستقل و پیشتاز در زمینه رتبه بندی شرکت ها، در راستای رسالت و ماموریت خود رتبه بندی شرکت هایی که سابقه یا توان انجام کار در قالب EPC را دارند در حوزه های صنعتی و معدنی، نیروگاهی و نفت، گاز و پتروشیمی از سال 1391 آغاز کرده است.
در همین راستا، طی توافق نامه ای که بین سازمان مدیریت صنعتی و وزارت صنعت، معدن و تجارت منعقد شده است سازمان مدیریت صنعتی با توجه به سوابق و تجارب خود در زمینه طراحی و اجرای رتبه بندی در حوزه ها و موضوعات مختلف، به عنوان مرجع رسمی رتبه بندی شرکت های EPC در کشور انتخاب شده است. این رتبه بندی در حوزه های" صنعتی و معدنی" ، "نیروگاهی" و "نفت، گاز و پتروشیمی" صورت می گیرد.
سازمان مدیریت صنعتی، فرایند جایزه ملی مدیریت انرژی را براساس تفاهم نامه مشترک با "سازمان انرژی های تجدیدپذیر و بهره وری انرژی برق"، "شرکت بهینه سازی مصرف سوخت"، "ستاد توسعه فناوری حوزه انرژی معاونت علمی و فناوری ریاست جمهوری" و "سازمان ملی استاندارد ایران"، پس از 2 سال مطالعه از سال 1394 اجرایی نمود.
سازمان مدیریت صنعتی از طرف وزارت صنعت، معدن و تجارت به عنوان یک سازمان حرفه ای و مستقل و دارای تجربه و پیشینه ممتاز در ترویج و بومی سازی مدل ها و سیستم های مدیریتی، ازجمله رتبه بندی شرکت ها، به عنوان متولی ساماندهی، توانمندسازی، و ارتقا کیفیت در صنعت آسانسور، با همراهی و همکاری همه ذینفعان و دست اندرکاران این حوزه از جمله دفتر ماشین سازی و تجهیزات وزارت صنعت، معدن و تجارت، سازمان استاندارد و شرکت های بازرسی، سندیکای آسانسور و پله برقی، اتحادیه و اصناف مرتبط، سازمان نظام مهندسی ساختمان کشور، شهرداری های وزارت کشور، سازمان آتش نشانی و خدمات ایمنی، دانشگاه ها و موسسات آموزشی مرتبط و همچنین پیمانکاران و سازندگان و تولید کنندگان و صاحبان فن این حوزه، انتخاب گردید و از سال 1396 اجرای فرایند و مدل ارزیابی شرکت های آسانسوری را آغاز نمود.

## مفهوم نام سازمان مدیریت صنعتی
در نگاه اول ممکن است این نام چنین القا کند که سازمان مدیریت صنعتی خدمات خود را فقط به بخش صنعت و بنگاه‌های صنعتی ارائه می‌دهد. اما فلسفه ایجاد این سازمان، بعنوان یک هسته بومی گسترش دستاوردهای مدیریت علمی بوده است. یعنی مدیریت برخاسته از صنعت و به عبارتی دیگر مدیریت نوین را در سه عرصه مشاوره، تحقیق و آموزش مدیریت به کار گیرد و با توجه به ویژگی‌های بومی کشورمان تا حد امکان این یافته‌های علمی را آنچنان با نیازهای خاص موسسات، سازمان‌ها و شرکت‌های ایرانی منطبق سازد، بگونه‌ای که در عمل به کارایی و بهره‌وری آنها کمک کند.

بررسی طیف گسترده مشتریان سازمان و خدمات ارائه شده به آنها در طی بیش از چهل سال گذشته نشانگر این واقعیت است که در میان استفاده‌کنندگان از خدمات سازمان، وزارتخانه‌های مهم مانند بهداشت، درمان و آموزش پزشکی، آموزش و پرورش، فرهنگ و ارشاد اسلامی، مسکن و شهرسازی وجود دارد.
همچنین سازمان‌ها و موسسات و مجتمع‌های بزرگ صنعتی و خدماتی دولتی تا شرکت‌های تولیدی، صنعتی و خدماتی بخش خصوصی نیز دراین شمار قرار دارند، از اینرو سازمان تلاش دارد تا بعنوان یک عامل تغییر در راه بهبود سیستم‌های اطلاعاتی و عملیاتی بخش‌های دولتی و خصوصی در سطح کلان و خرد ایفاگر نقشی بالنده و سازنده باشد.

## آرمسازمان مدیریت صنعتی
آرم سازمان مدیریت صنعتی در واقع مهری است تاریخی که بروی سفال‌های کشف شده در دشت لوت کرمان و در آثار بر جای مانده از بنای باستانی «هبیج» نقش بسته بود.
مهم‌ترین نکته‌ای که درمورد مردمان این ناحیه می‌توان ذکر کرد آنست که علیرغم اینکه بارها و بارها در معرض تاخت و تاز اقوام مختلف قرارداشته‌اند، در باقیمانده‌های تمدن آنها نشانه‌ای از «اسلحه» یافت نشد و شاید بتواند نشانه خوبی از خوی و پیشه این مردمان باشد. 
دلیل انتخاب این آرم برای سازمان مدیریت صنعتی اینست که این نشانه مفهوم انسجام و یکپارچگی بین سه فعالیت اصلی سازمان یعنی مشاوره، آموزش و تحقیق را نشان می‌دهد.

## دستورالعمل استفاده از نام و آرم سازمان
[سازمان مدیریت صنعتی] با بیش از نیم قرن تجربه در عرصه مدیریت، در راستای حفظ و صیانت از [برند] خود، اعلام می دارد استفاده اشخاص حقیقی و حقوقی از نام و آرم این سازمان، به عنوان شریک تجاری یا حامی در هر گونه فعالیت اقتصادی یا تبلیغاتی، منوط به کسب مجوز کتبی و معتبر از سازمان است و استفاده بدون مجوز از نام و آرم سازمان، پیگرد حقوقی خواهد داشت.
متقاضیان محترم می توانند برای کسب مجوز، با ارسال مستندات، درخواست مکتوب خود را به مدیریت ارتباطات و امور مشتریان ارسال فرمایند تا مورد بررسی قرار گیردسازمان مدیریت صنعتی همچنین به‌طور سالیانه اقدام به برگزاری همایش ها ، رتبه بندی و همچنین اجرای فرایند و اعطای جوایز می‌نماید.

## همایش ها و جوایز سازمان مدیریت صنعتی
- همکاری های اقتصادی تجاری ایران و کشورهای غرب آفریقا
- رتبه‌بندی 500 شرکت‌های برتر ایران
- جایزه ملی مدیریت انرژی
- رتبه بندی کسب و کارهای اینترنتی
- رتبه بندی شرکت های EPC
- جایزه ملی تعالی سازمانی
- کنفرانس بین المللی بازاریابی صنعتی
- همایش انتخاب و نکوداشت صنعتگران سرآمدو سازمان های نخبه پرور
- همایش راهبری شرکتی
- همایش عرصه یادگیری مدیران منابع انسانی
- کنفرانس بین المللی مدیریت صنعتی
- کنفرانس بین المللی توسعه منابع انسانی
- رویداد ملی مدیریت بازرگانی - پنل موبی کام
- همایش دوسالانه المپیاد کشوری اقتصاد و مدیریت

## ماموریت سازمان مدیریت صنعتی
سازمان مدیریت صنعتی، با پشتوانه بیش از 60 سال حضور موثر در فضای اقتصادی و اجتماعی کشور ماموریت خود را کمک به توسعه ظرفیت مدیریت و تحول و بهسازی سازمان ها و دستیابی به اهداف توسعه اقتصادی و اجتماعی کشور از طریق مشاوره، آموزش و تحقیق می داند و می کوشد تا: راهبران بخش کسب و کار را در هر اندازه ای از حجم فعالیت، برای حضور در شرایط پیش رو یاری کند.
به بنگاه های اقتصادی کشور در زمینه اتخاذ استراتژی های مناسب در راستای طراحی و اجرای تغییر و تحولات موثر برای ارتقاء سطح عملکرد و بهره وری آنها کمک کند.
دانش نظری و مهارت های مورد نیاز رهبران و مدیران سازمان ها (در شرایط فعلی و آینده) را توسعه دهد.
به مدیران و سیاستگذاران در تشخیص مسائل و چالشهای فرارو و انتخاب راهبردها از طریق مشاوره و پژوهش یاری رساند.

## اهداف سازمان مدیریت صنعتی
- کمک به سازمان‌های دولتی و خصوصی به منظور بهبود سیستم‌ها و روش‌های     مدیریت
- افزایش کارایی از طریق اجرای برنامه‌های مناسب آموزشی
- کمک به مدیران و سیاستگذاران در پیداکردن کمبود‌ها و تنگناهای     اجرایی طرح‌ها از طریق مشاوره و تحقیق در مقوله‌های مدیریت

## واحد های مختلف سازمان
واحد مشاوره
واحد آموزش

#### مراکز تخصصی
- رتبه بندی شرکت های برتر ایران IMI-100
- مركز تعالی سازمانی
- مرکز همایش های سازمان مدیریت صنعتی
- مرکز مدیریت استعداد و توسعه اشتغال

## خدمات سازمان
انتشارات سازمان مدیریت صنعتی
کتابخانه سازمان مدیریت صنعتی
مرکز همایش های سازمان مدیریت صنعتی

## شبکه های نمایندگی سازمان سازمان مدیریت صنعتی
- نمایندگی آذربایجان شرقی
- نمایندگی آذربایجان غربی
- نمایندگی اردبیل
- نمایندگی اصفهان
- نمایندگی بوشهر
- نمایندگی خوزستان
- نمایندگی سمنان
- نمایندگی سیستان و بلوچستان
- نمایندگی فارس
- نمایندگی قزوین
- نمایندگی قم
- نمایندگی گلستان
- نمایندگی گیلان
- نمایندگی لرستان
- نمایندگی مازندران
- نمایندگی مرکزی
- نمایندگی هرمزگان
- نمایندگی همدان
- نمایندگی کردستان
- نمایندگی کرمان
- نمایندگی کرمانشاه
- نمایندگی کهگیلویه و بویراحمد
- نمایندگی یزد